# Misato Horie
Misato Horie (japanisch 堀江 美里 Horie Misato; * 10. März 1987 in der Präfektur Hyōgo) ist eine japanische Leichtathletin, die sich auf den Hindernislauf spezialisierte und auch im Langstreckenlauf Erfolge feiert.

## Sportliche Laufbahn
Ihren ersten sportlichen Erfolg feierte Misato Horie im Jahr 2009, als sie beim Kōbe-Halbmarathon nach 1:13:09 h als Erste die Zielgerade überquerte. Im Jahr darauf wurde sie beim selben Event nach 1:12:45 h Zweite und 2011 belegte sie bei den Asienmeisterschaften ebendort in 10:23,87 min den vierten Platz im Hindernislauf. 2012 erreichte sie beim Sendai International Half Marathon nach 1:13:21 h Rang drei und im Jahr darauf wurde sie bei den Asienmeisterschaften in Pune in 10:24,55 min Sechste. 2014 siegte sie beim Shibetsu Half Marathon in 1:14:37 h und wurde beim Sendai International Half Marathon nach 1:13:21 h Dritte. 2016 wurde sie beim Kumamoto Okukuma Half Marathon nach 1:13:30 h Dritte, wie auch beim Sendai Half Marathon nach 1:13:21 h. Zudem siegte sie beim Gold Coast Airport Marathon nach 2:26:40 h und wurde beim Osaka International Ladies Marathon nach 2:28:20 h Zweite. Auch beim Osaka-Marathon 2017 wurde sie nach 2:25:44 h Zweite.

## Bestleistungen
- Halbmarathon: 1:10:26 h, 3. Februar 2013 in Marugame
- Marathon: 2:25:44 h, 29. Januar 2017 in Osaka
- 3000 m Hindernis: 10:02,24 min, 11. Juni 2011 in Kumagaya